# Gare de Baillargues
La gare de Baillargues est une gare ferroviaire française de la ligne de Tarascon à Sète-Ville, située sur le territoire de la commune de Baillargues, dans le département de l'Hérault, en région Occitanie. 
C'est une halte voyageurs de la Société nationale des chemins de fer français (SNCF) desservie par des trains express régionaux TER Occitanie.

## Situation ferroviaire
Établie à 25 mètres d'altitude, la gare de Baillargues est située au point kilométrique (PK) 64,254 de la ligne de Tarascon à Sète-Ville, entre les gares ouvertes de Valergues - Lansargues et de Saint-Aunès. Elle est séparée de Valergues - Lansargues par la gare fermée de Saint-Brès - Mudaison.

## Histoire

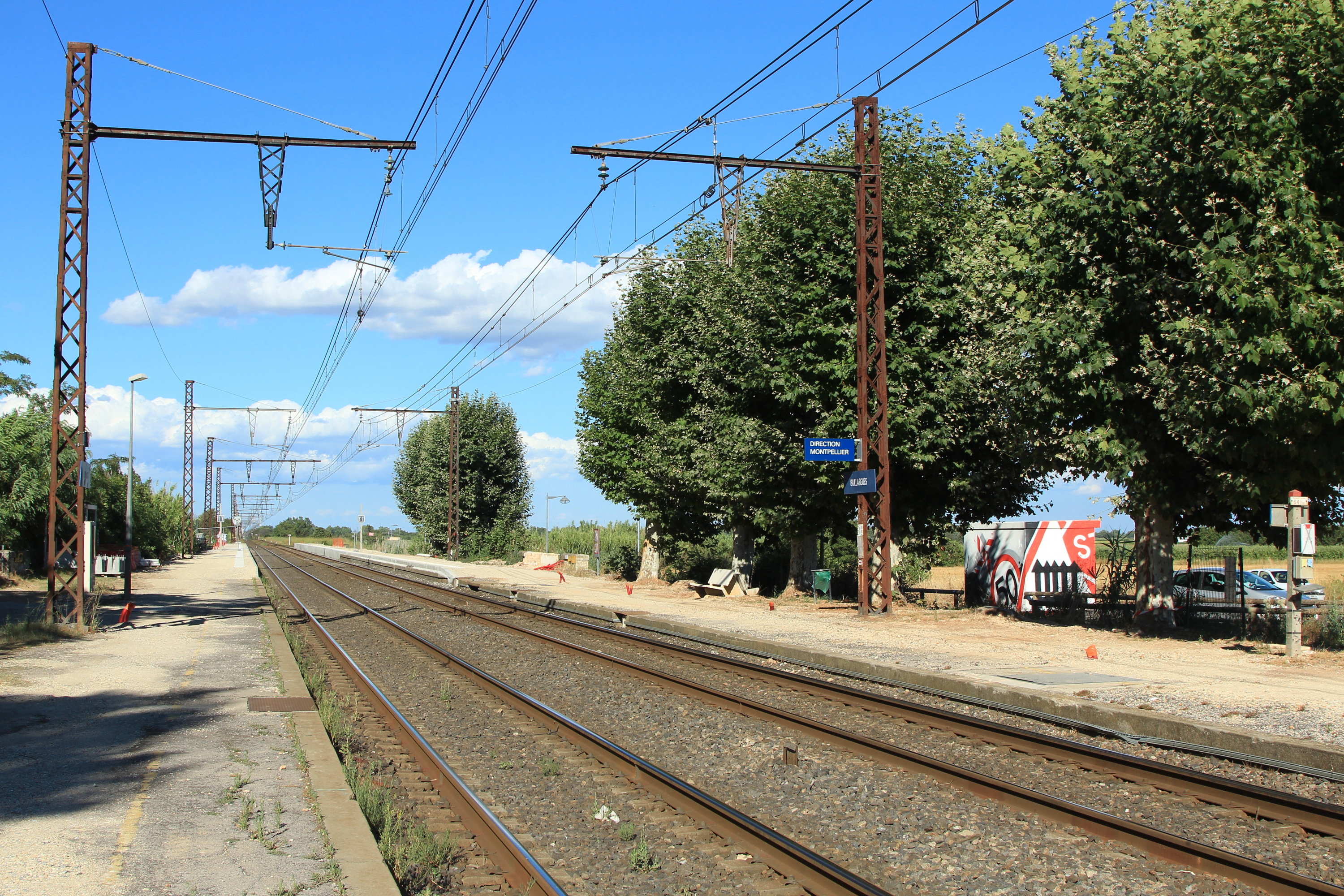
Vue des voies et quais avant rénovation.

Depuis le 15 décembre 2013, et grâce à de gros travaux de rénovation, la gare est devenue un "pôle d'échanges multimodal", ce qui implique une augmentation du nombre de trains la desservant, et une meilleure correspondance avec d'autres moyens de transports. Dans la pratique, le nombre de TER est passé de 8 à 38 par jour, la capacité du parking a été augmentée, et un abri a vélo a été installé.
Une "deuxième phase" de travaux a entraîne en 2018 la suppression du passage à niveau voisin (remplacé par un tunnel sous voies), un agrandissement des parkings, et l'installation d'abribus pour une connexion aux réseaux de transports en commun, inexistante jusqu'alors.

### Fréquentation
Selon les estimations de la SNCF, la fréquentation annuelle de la gare était de 88 899 voyageurs en 2014, de 130 743 voyageurs en 2015, et de 146 133 voyageurs en 2016.
L'évolution de la fréquentation de la gare est présentée dans le tableau ci-dessous.
| Année                      | 2015    | 2016    | 2017    | 2018    | 2019    | 2020    | 2021    | 2022    | 2023    |
| -------------------------- | ------- | ------- | ------- | ------- | ------- | ------- | ------- | ------- | ------- |
| Voyageurs seuls            | 127 626 | 146 538 | 174 582 | 156 311 | 188 711 | 166 854 | 285 694 | 419 523 | 515 805 |
| Voyageurs et non voyageurs | 159 532 | 183 172 | 218 228 | 195 389 | 235 889 | 208 568 | 357 118 | 524 404 | 644 757 |

## Service des voyageurs

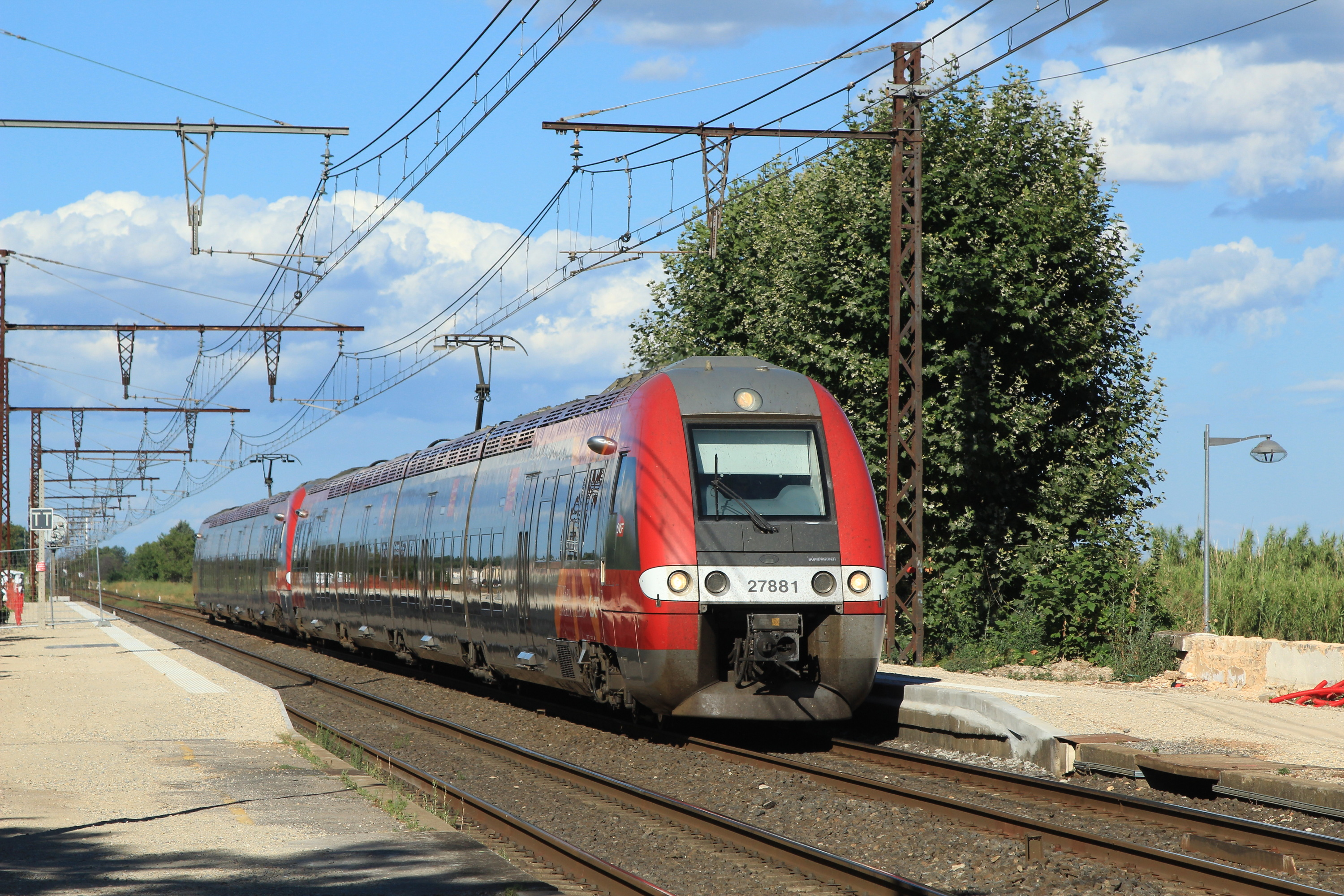
Un TER passant sans arrêt en gare en direction de Montpellier.

### Accueil
Halte SNCF, c'est un point d'arrêt non géré (PANG) à entrée libre.

### Desserte
Baillargues est desservie par des trains TER Occitanie qui effectuent des missions entre les gares de Nîmes et de Montpellier-Saint-Roch. Certains d'entre eux sont prolongés jusqu'aux gares d'Avignon-Centre, de Marseille-Saint-Charles, de Portbou ou de Toulouse-Matabiau entre autres.

### Intermodalité
Un parking pour les véhicules est aménagé ainsi qu'un abri à vélo fermé. Un arrêt de la ligne 601 d'Hérault Transport et de plusieurs lignes interurbaines des transports de l'agglomération de Montpellier se trouve à proximité du quai sud.